# UTC−08:00

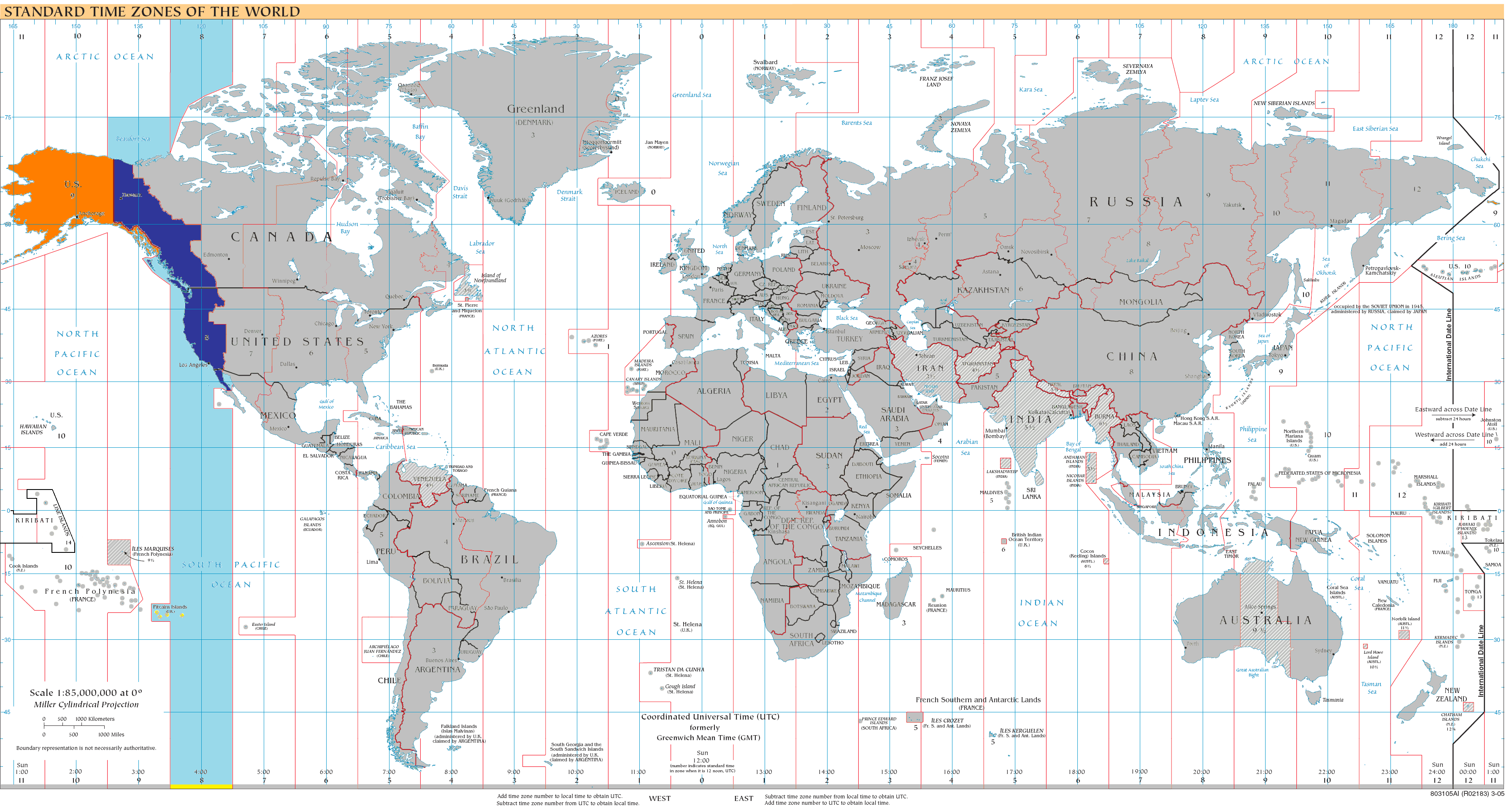
UTC-08:Blau (desembre), taronja (juny), groc (l'any sencer), blau clar (àrees marines)

UTC−08:00 és una zona horària d'UTC amb 8 hores de retard de l'UTC. El seu codi DTG és U -Uniform.

## Zones horàries
- Pacific Standard Time (PST)
- Pitcairn Standard Time (PST)
- Clipperton Island Standard Time (CIST)
- Alaska Daylight Time (AKDT)

## Franges

### Temps estàndard (l'any sencer)
- Canadà
  - Territoris del Nord-oest
    - Tungsten (associat a la mina de Cantung)
- Mèxic
  - L'Illa de Clarión, en les Illes Revillagigedo
- França
  - Illa Clipperton (illa deshabitada)
- Regne Unit
  - Illes Pitcairn

### Temps estàndard (hivern a l'hemisferi nord)

#### Pacific Standard Time
Aquestes zones utilitzen el UTC-08:00 a l'hivern i el UTC-07:00 a l'estiu.
- Canadà
  - Colúmbia Britànica (la majoria de la província)
  - Yukon
- Mèxic
  - Baixa Califòrnia
- Estats Units
  - Califòrnia
  - Idaho (al nord de l'estat)
  - Nevada (la majoria de l'estat)
  - Oregon (la majoria de l'estat)
  - Washington

### Temps d'estiu (estiu a l'hemisferi nord)
Aquestes zones utilitzen el UTC-09:00 a l'hivern i el UTC-08:00 a l'estiu.
- Estats Units
  - Alaska (Excepte Illes Aleutianes a l'oest de 169° 30′ O i l'Illa de Sant Llorenç)

## Geografia
UTC-08 és la zona horària nàutica que comprèn l'alta mar entre 112,5°O i 127,5°O de longitud. En el temps solar aquest fus horari és el corresponent el meridià 120° oest.